# 青山勝
青山 勝（あおやま まさる、1961年12月15日 - ）は、日本の男性俳優、声優、演出家。東京都出身。フクダ&Co.所属。劇団道学先生主宰。

## 人物
信州大学人文学部中退。
以前は流山児★事務所、丹波道場、劇団ホンキートンクシアター、オフィスPSCに所属していた。
特技は水泳。

## 出演

### 舞台
- エキスポ(劇団道学先生　作中島淳彦　演出堤康明)
- 煙が目にしみる(加藤健一事務所　演出久世龍之介)
- デンキ島 〜白い家編〜(劇団道学先生　作蓬莱竜太　演出大谷亮介)
- 夢顔(ジェットラグプロデュース　作演出　東憲司)
- 奇跡の人(ホリプロ　演出森新太郎)
- 磁界(オフィスコットーネ　作演出中村ノブアキ)
- リフレクション（レイジーボーンズ　作中村ノブアキ　演出田村孝裕）[4]
- 水星とレトログラード（劇団道学先生　作保坂萌　演出有馬自由）[5]

### テレビドラマ

#### NHK
- わたしが子どもだったころ - 菊地成孔の父 役
- 雲霧仁左衛門 第2シリーズ（2015年） ‐ 甚助 役
- 伝七捕物帖（2017年） - 弥兵衛 役

#### TBS
- ドラゴン桜（2005年） - 稲葉勉 役
- 水戸黄門第43部（2011年） - 井上蔵人 役
- 東京スカーレット〜警視庁NS係（2014年） - 赤松公彦 役
- 名奉行!遠山の金四郎（2017年） - 石部肥後守孫太夫 役
- 月曜ミステリー劇場
  - 「第三の時効6」（2005年） - 大塚医師 役
- 月曜ゴールデン
  - 「自治会長・糸井緋芽子社宅の事件簿9」（2009年） - 櫻井洋介 役
  - 「警視庁機動捜査隊216」（2010年） - 門野亮 役
  - 「狩矢警部シリーズ12」（2012年） - 土居プロデューサー 役
  - 「制服捜査」（2013年） - 白石善三 役
  - 「釣り刑事5」（2015年） - 一ノ瀬和人 役
  - 「オバベン -京都ふたりの女弁護士-2」（2016年） - 堀吾郎 役
- 月曜名作劇場
  - 「警視庁南平班〜七人の刑事〜10」（2017年） ‐ 蓮見吾郎 役

#### フジテレビ
- 鬼平犯科帳スペシャル 高萩の捨五郎（2010年） - 辰三 役
- どえりゃあ婆ちゃん探偵団〜湯けむりパラダイスの怪事件〜（2011年） - 本橋慎二 役
- 花嫁のれん (2010年のテレビドラマ)（2015年） - 片瀬恒雄 役
- 金曜エンタテイメント
  - 「浅見光彦シリーズ (フジテレビのテレビドラマ)27」（2007年） - 平沢徹 役
- 金曜プレステージ
  - 「浅見光彦シリーズ」
    - 第30作（2008年） - 瀬田刑事 役
    - 第36作（2010年） - 畑谷昇 役
    - 第40作（2011年） - 阿波光昭 役
    - 第42作（2011年） - 大岡章雄 役
    - 第44作（2012年） - 須賀春男 役

  - 第48作（2013年） - 西原哲也 役

#### テレビ朝日
- 相棒
  - season2（2004年） - 来栖社長 役
  - season10（2011年） - 青木誠 役
  - season15（2016年） - 工藤春馬 役
  - season19（2021年） - 松田正一郎 役
- 雨と夢のあとに（2005年） - 広瀬医師 役
- 着信アリ（2005年） - 飯沼真一 役
- 科捜研の女
  - season7（新・科捜研の女3）（2006年） - 太刀川肇 役
  - スペシャル9（正月スペシャル）（2017年） - 脇村肇 役
- 女刑事みずき〜京都洛西署物語〜（2007年） - 亀岡行雄 役
- ゴンゾウ 伝説の刑事（2008年） - 小倉刑事 役
- 特命係長 只野仁
- 必殺仕事人2009 第11話「仕事人、死す!!」（2009年4月10日） - 大津屋政右衛門 役
- 853〜刑事・加茂伸之介（2010年） - 戸張俊二 役
- 警視庁捜査一課9係
  - 第5シリーズ（2010年） - 立川秀平 役
  - 第7シリーズ（2012年） - 新田憲弘 役
  - 第10シリーズ（2015年） - 高杉浩一 役
  - 第11シリーズ（2016年） - 田代豊 役
  - 第12シリーズ（2017年） - 津村正 役
- 最後の晩餐 〜刑事・遠野一行と七人の容疑者〜（2011年）
- DOCTORS〜最強の名医〜（2013年） - 小川昌広
- 遺留捜査
  - スペシャル1（2013年） - 中野保 役
  - スペシャル5 （2018年） - 二宮敏郎 役
- TEAM -警視庁特別犯罪捜査本部-（2014年） - 渡辺直彰 役
- 刑事7人 第2シーズン（2016年） - 上野良政 役
- 仮面ライダーエグゼイド（2016年） - 岡田誉士夫
- ヘヤチョウ（2017年） - 岡崎靖男 役
- 特捜9 第1シリーズ（2018年） - 西田正義 役
- やすらぎの刻〜道（2019年） - 片山教頭 役
- 警視庁・捜査一課長 SP8（2020年） - 沢木典史 役
- 土曜ワイド劇場
  - 「温泉若おかみの殺人推理15」（2005年） - 大竹浩一 役
  - 「おかしな刑事4」（2007年） - 五島朋幸 役
  - 「ヤメ検の女1」（2009年） - 吉岡弁護士 役
  - 「ショカツの女〜新宿西署・刑事課強行犯係6」（2011年） - 杉原刑事（班長） 役
  - 「温泉 (秘) 大作戦11」（2012年） - 山田納 役
  - 「終着駅シリーズ27」（2013年） - 勝又誠 役
  - 「おかしな刑事10」（2013年） - 大谷道彦 役
  - 「司法教官・穂高美子3」（2014年） - 岸谷和久 役
  - 「切り裂きジャックの告白 〜刑事 犬養隼人〜」（2015年） - 高里達夫（昌平の父） 役
  - 「おかしな刑事12」（2015年） - 河合久仁雄 役
  - 「ショカツの女〜新宿西署・刑事課強行犯係12」（2016年） - 沢田刑事 役
  - 「おかしな刑事14」（2016年） ‐ 野口啓吾 役
  - 「監察官・羽生宗一5」（2017年） ‐ 細川文雄 役
- 日曜プライム
  - 「黒薔薇 刑事課強行犯係 神木恭子2」（2019年） - 沼健吾 役

#### テレビ東京
- 秘書のカガミ（2008年） - 韮川善男 役
- 水曜ミステリー9
  - 「警視庁黒豆コンビ」（2007年） - 浜口義男 役
  - 「ブランド刑事2」（2007年） - 大島睦男 役
  - 「検事・沢木正夫1」（2013年） - 水野祥平 役
  - 「ソタイ 組織犯罪対策課2」（2016年） - ナレーション

### 映画
- おかえり、はやぶさ（2012年）
- 探偵はBARにいる2 ススキノ大交差点（2013年） - 弓子のマネージャー 役

### 吹き替え
- ER XIV 緊急救命室 #15（ジム〈マイケル・コウプロウ〉）
- ER XV 緊急救命室 #13（ヌージェント〈ニック・チンランド〉）
- 製パン王 キム・タック（ク・イルチュン）
- 朱蒙 〜チュモン〜（金蛙〈クムワ〉）
- 光と影（チャン・チョルファン〈チョン・グァンリョル〉）
- 火の女神ジョンイ（イ・ガンチョン〈チョン・グァンリョル〉[6]）
- ペク・ドンス（キム・グァンテク）
- モスル あるSWAT部隊の戦い（ジャーセム少佐〈スヘール・ダッバーシ〉）

### テレビアニメ
- 働きマン（2006年） - 職人B

### 劇場アニメ
- 茄子 アンダルシアの夏（2003年） - レポーターA

### ラジオドラマ
- 青春アドベンチャー（NHK-FM）
  - 「火喰鳥 羽州ぼろ鳶組」（2018年7月23日 - 8月3日）[7] - 折下左門 役